# Bertil Dahlstrand
Nils Bertil Dahlstrand, född 19 september 1930 i Göteborg, är en svensk grafiker och skulptör.
Dahlstrand studerade vid Slöjdföreningens skola och Valands konsthögskola i Göteborg. Han har medverkat i samlingsutställningarna Liljevalchs Grafiktriennal ett flertal gånger och Malmö konsthalls Grafiktriennal samt teckningsutställningar på Nationalmuseum. Bland hans offentliga arbeten märks väggmålningarna på Liveredsskolan, utsmyckning på Folkets hus i Göteborg och Nya Tid huset i Göteborg. Han tilldelades Mölndals kommuns kulturstipendium 1984. Han har utfört grafikupplagor för konstfrämjandet. Hans konst består av motiv som har en anknytning till hamn och hav. Dahlstrand är representerad i ett flertal landsting. 